# Komárov (Kladruby nad Labem)

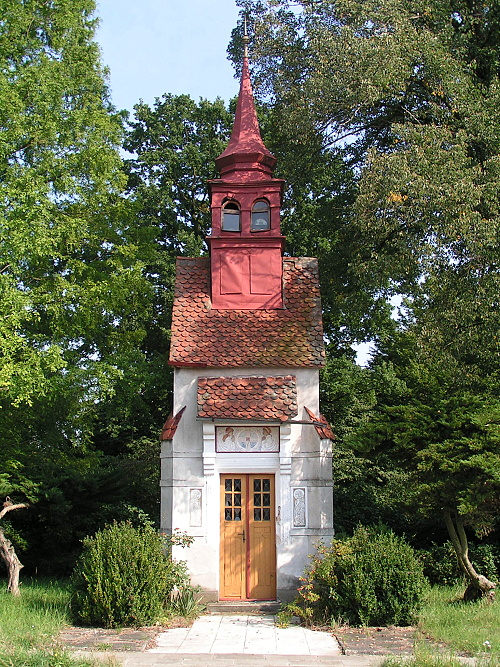
Kapelle der Jungfrau Maria

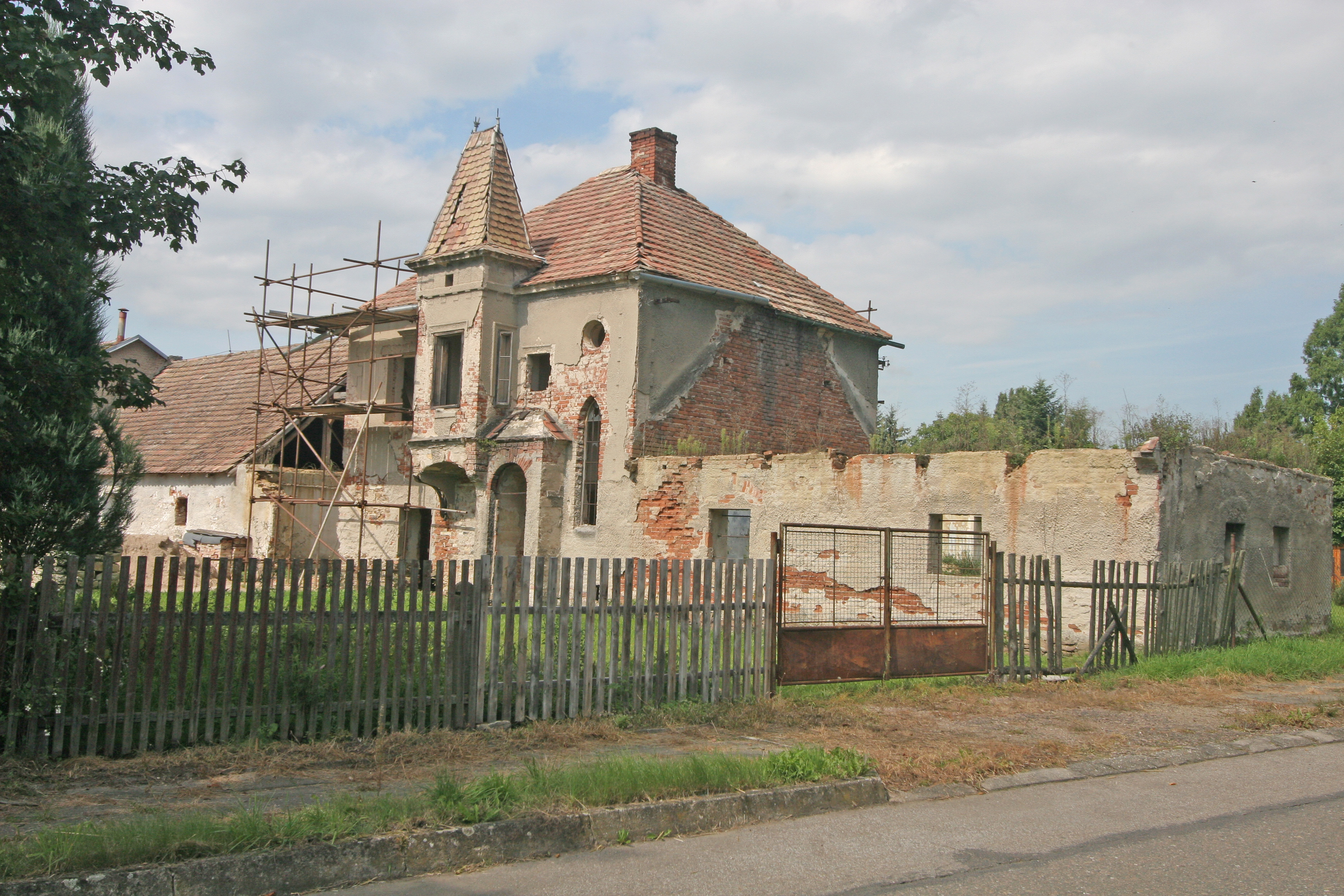
Dlabač-Gut

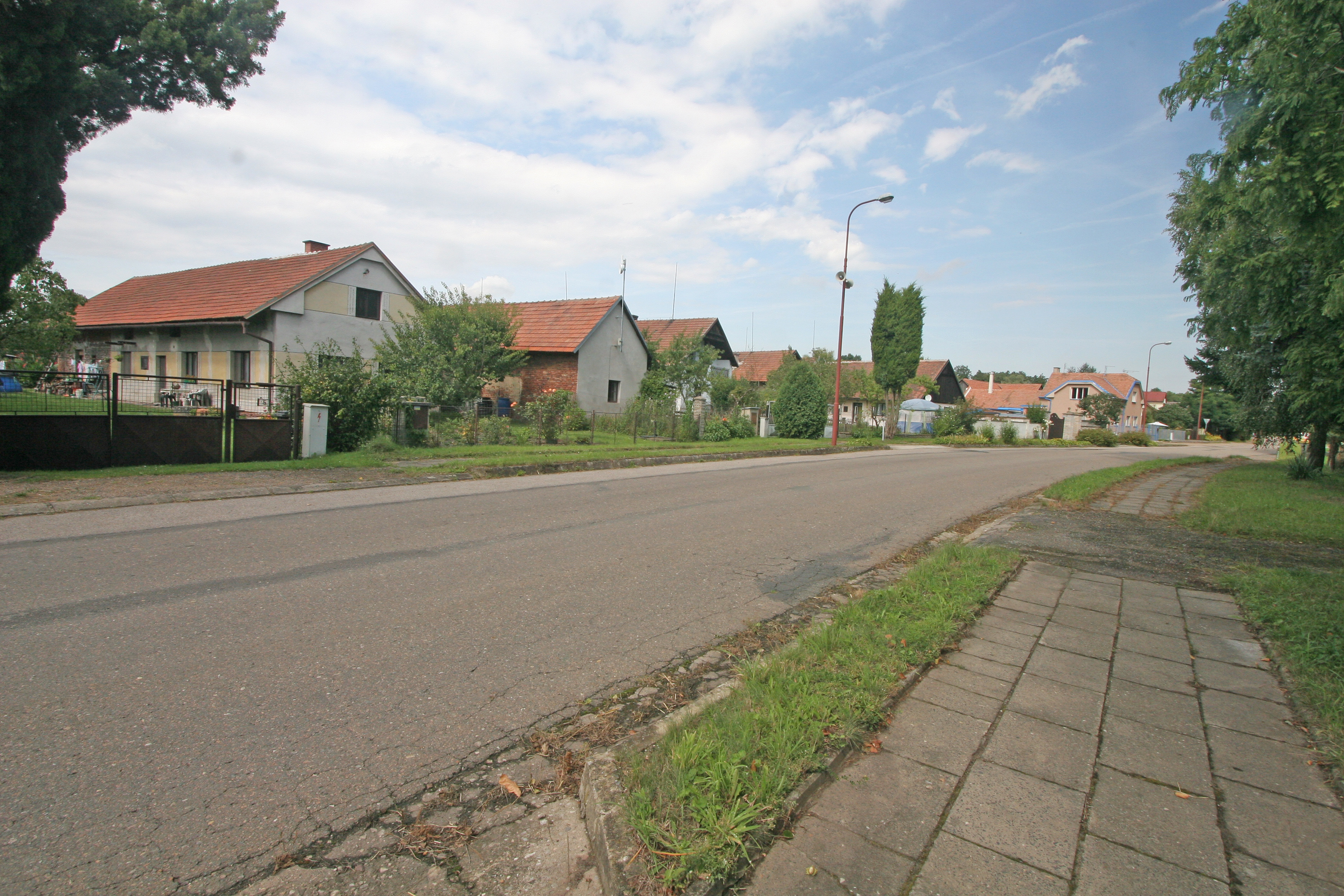
Dorfstraße

Komárov (deutsch Komarow) ist ein Ortsteil der Gemeinde Kladruby nad Labem in Tschechien. Er liegt acht Kilometer nordwestlich von Přelouč und gehört zum Okres Pardubice.

## Geographie
Das von ausgedehnten Wäldern umgebene Dorf Komárov befindet sich rechtsseitig des Baches Strašovský potok und seines Zuflusses Babidolský potok in der Středolabské tabule (Tafelland an der mittleren Elbe). Im Osten erhebt sich die Sušina (259 m n.m.), südöstlich die Lhotka (225 m n.m.). Westlich des Dorfes liegt die Pferderennbahn Kolesa.
Nachbarorte sind Štít und Újezd u Přelouče im Norden, Přepychy, Bukovina und Vápno im Nordosten, Strašov im Osten, Břehy und Semín im Südosten, Chaloupky und Kladruby nad Labem im Süden, Selmice und Labské Chrčice im Südwesten, Kolesa und Bílé Vchynice im Westen sowie Kundratice, Hradišťko II, Loukonosy und Pamětník im Nordwesten.

## Geschichte
Nach der Chlumetzer Chronik wurde das Dorf um 1300 gegründet. Die erste Erwähnung von Komarow erfolgte im Jahre 1390. Nach dem Untergang der Burg Hradišťko gehörte das Dorf zur Herrschaft Žiželice, die im 16. Jahrhundert von den Herren von Pernstein erworben wurde. 1543 verkaufte Johann von Pernstein die Herrschaft an König Ferdinand I. König Matthias überschrieb 1611 die Herrschaften Chlumetz und Žiželice für treue Dienste bei der Erlangung der Böhmischen Krone an Wenzel Graf Kinsky von Wchinitz und Tettau, der beide Herrschaften vereinigte. In der berní rula von 1654 sind zwei Bauern, ein Chalupner und ein Kötter aufgeführt; vier weitere Anwesen lagen wüst. Im Theresianischen Kataster von 1757 sind für Komárov acht Chaluppen verzeichnet; damals lebten im Dorf 41 Personen.
Im Jahre 1833 bestand das im Bidschower Kreis gelegene Dorf Komarow aus 26 Häusern, in denen 172 Personen lebten. Im Ort gab es ein Wirtshaus. Pfarrort war Wapno. Bis zur Mitte des 19. Jahrhunderts blieb Komarow der Fideikommissherrschaft Chlumetz untertänig.
Nach der Aufhebung der Patrimonialherrschaften bildete Komárov ab 1849 mit dem Ortsteil Kolesa eine Gemeinde im Gerichtsbezirk Chlumetz. Ab 1868 gehörte das Dorf zum Bezirk Neubydžow. 1869 hatte Komárov 149 Einwohner und bestand aus 27 Häusern. Im Jahre 1900 lebten in Komárov 128 Menschen, 1910 waren es 159. 1930 löste sich Kolesa los und bildete eine eigene Gemeinde; zu dieser Zeit hatte Komárov 135 Einwohner und bestand aus 32 Häusern. 1949 wurde die Gemeinde dem Okres Přelouč zugeordnet. Mit der Gebietsreform von 1960 kam die Gemeinde unter dem Namen Komárov I zum Okres Pardubice. Am 30. April 1976 erfolgte die Eingemeindung nach Kladruby nad Labem. Beim Zensus von 2001 lebten in den 26 Häusern des Dorfes 66 Personen.

## Gemeindegliederung
Der Ortsteil Komárov bildet den Katastralbezirk Komárov u Přelouče.

## Sehenswürdigkeiten
- Kapelle der Jungfrau Maria auf dem Dorfplatz; der Jugendstilbau entstand 1911 nach Plänen des Prager Architekten Antonín Dlabač.
- Steinernes Kreuz, errichtet 1868
- Gedenkstein für die Opfer beider Weltkriege
- Statue des hl. Wenzel, sie wurde in der zweiten Hälfte des 20. Jahrhunderts stark beschädigt und entfernt. Erhalten blieb der leere Sockel unter einer großen Kastanie.
- Dlabač-Gut, der Gutshof mit Türmchen diente dem Architekten Antonín Dlabač als Sommersitz. Er ist heute stark verfallen.
- Pferderennbahn Kolesa, zwischen Kolesa und Komárov, sie ist Austragungsort nationaler und internationaler Wettbewerbe.